# El Solà (Olot)
El Solà és una masia d'Olot (Garrotxa) protegida com a Bé Cultural d'Interès Local.

## Descripció
Es tracta d'una casa pairal bastida el 1605, formada per tres cossos ben diferenciats la casa dels senyors, la casa dels masovers i les pallisses i cabanes. La casa dels masovers encarada a llevant és de planta rectangular amb teulat a dues aigües, sostingut per bigues de fusta visibles des de l'exterior. Al costat de la casa hi ha una interessant pallissa amb una gran arcada apuntada.
A la casa pairal, de façanes amb carreus de pedra a les obertures, s'hi conserva una capella amb voltes de creueria i un altar barroc i escultures.